# جاك دايسون
جاك دايسون (بالإنجليزية: Jack Dyson)‏ (8 يوليو 1934 في المملكة المتحدة - 22 نوفمبر 2000 في المملكة المتحدة) هو لاعب كريكت ولاعب كرة قدم بريطاني في مركزي الهجوم ومهاجم داخلي. شارك مع منتخب إنجلترا للكريكت. أما مع النوادي، فقد لعب مع مانشستر سيتي ونورثويتش فيكتوريا.

## وصلات خارجية
- جاك دايسون على موقع إي آس بي آن كريك إنفو (الإنجليزية)
- جاك دايسون على موقع قاعدة بيانات كرة القدم.إي يو (الإنجليزية)